# Curtiss P-40 Warhawk
Curtiss P-40 Warhawk er en amerikansk jager, kendt fra 2. verdenskrig.
Betegnelsen P-40 dækker over to udgaver med fabriksbetegnelserne Hawk 81 og Hawk 87 (der var en videreudvikling af Hawk 81). I den amerikanske hærs luftvåben fik alle udgaverne efterhånden navnet Warhawk, Hawk 81 fik betegnelserne P-40, P-40B og P-40C og Hawk 87 betegnelsen P-40D og efterfølgende bogstaver. I Commonwealth-luftvåbnene fik Hawk 81 navnet Tomahawk og Hawk 87 navnet Kittyhawk.
P-40 Warhawk kom i skyggen af de mere kendte jagerfly som North American P-51 Mustang og Republic P-47 Thunderbolt og blev aldrig regnet for at være blandt de bedste jagerfly. Men med over 13.700 producerede flyvemaskiner spillede P-40 dog en vigtig rolle for den allierede krigsførelse, især i den første halvdel af anden verdenskrig i middelhavsområdet og Fjernøsten.
P-40 blev anvendt af frivillige amerikanske piloter (kendt som Flying Tigers), der forsøgte at hjælpe Kina mod den japanske invasion. Under det japanske angreb på Pearl Harbor i 1941 blev en del af de amerikanske P-40 Warhawk ødelagt på jorden.

## Baggrund og udvikling
Mod slutningen af trediverne blev man i det daværende United States Army Air Corps, efter at de havde set udviklingen i Europa, overbevist om at vandkølede række- og V-motorer i fremtiden ville overgå luftkølede stjernemotorer, og anmodede i 1937 flyindustrien om et nyt jagerfly udstyret med den da nyudviklede Allison V-1710 vandkølede V12'er.
Curtiss-Wright svarede med to forslag baseret på deres tidligere model P-36 Hawk. Det ene fik betegnelsen XP-37 og var udstyret med en Allison V-1710-21 og havde køleren og benzintanken placeret mellem motoren og cockpittet – noget der førte til at cockpittet blev placeret usædvanligt langt tilbage. Det andet forslag blev udviklet ved at tage en P-36A direkte fra samlebåndet og udstyre den med en Allison V-1710-19, denne fik efterhånden benævnelsen XP-40 og blev prototypen for P-40.
XP-40, som gennemførte sin første flyvning 14. oktober 1938, blev i maj 1939 evalueret sammen med Bell XP-39 og Seversky XP-41 – XP-39 blev senere sat i produktion som P-39 Airacobra. Den 24. april 1939 fik Curtiss-Wright en kontrakt på 524 P-40 jagerfly; det var den største kontrakt givet for en amerikansk flytype dengang.

## Udgaver

### P-40 / P-40B / P-40C (Hawk 81)
- P-40 (Hawk 81A-1) – Denne var den første produktionsudgave, udstyret med en Allison V-1710-33 motor. Skytset bestod af to 12,7 mm maskingeværer i næsen og et 7,62 mm maskingevær i hver vinge. Tilsammen blev 199 P-40 produceret. Af disse blev én P-40 udstyret med en kamerainstallation og fik benævnelsen P-40A. I 1942 blev de overlevende amerikanske P-40 taget ud af fronttjeneste, fik betegnelsen RP-40, og blev brugt som avancerede træningsfly. 140 P-40 blev leveret til Royal Air Force, før USA's indtræden i krigen, hvor de blev kendt som Tomahawk I.

- P-40B (Hawk 81A-2) – Forbedret udgave med yderligere to 7,62 mm maskingeværer i vingene, skudsikkert glas i frontruden, selvtættende benzintanke og panserplader til beskyttelse af piloten. 131 P-40B blev leveret til USAAC i 1940, de overlevende blev taget ud af fronttjeneste i 1943 og fik betegnelsen RP-40B som træningsfly. Royal Air forces P-40B blev betegnet Tomahawk Mk IIA.

- P-40C (Hawk 81A-3) – Nyt radioudstyr og et modifiseret brændstofssystem med mulighed for at udstyre flyet med en droptank. 193 blev leveret til USAAC, de overlevende blev RP-40C i 1943. Yderligere 945 P-40C blev leveret til RAF, hvor de blev betegnet Tomahawk Mk IIB, hvoraf 73 blev leveret videre til Sovjetunionen.

### P-40D / P-40E (Hawk 87)
Den nye model introduceredes med en helt ny motorinstallation. Den nye Allison V-1710-39 gav bedre ydelser, men installationen af den krævede en total omkonstruktion af næsepartiet, der blev gjort kortere og fik en anden form. Skytset i næsen blev fjernet og køleren blev flyttet fremad og fik et dybere kar. Andre ændringer inkluderede et kortere hovedunderstel og kraftigere skyts i vingerne.
- P-40D (Hawk 87A-2) – Udstyret med en Allison V-1710-39 med en ydelse på 1.150 hk ved 3.000 omdrejninger ved take-off. Skytset bestod af fire 12,7 mm maskingeværer i vingerne og ophængningspunkter for en 500-punds bombe (227 kg) under bugen og fire 50 lb. bomber under vingerne. Kun 23 fly af denne udgave blev produceret før man gik over til at producere P-40E.

- P-40E (Hawk 87A-3) – Som P-40D, men med seks 12,7 mm maskingeværer installeret i vingerne. 2.320 P-40E blev produceret for USAAF og 1.500 P-40E-1 for RAF hvor de fik betegnelsen Kittyhawk Mk IA.

### P-40F / P-40L, Packard Merlin-udgaverne
Disse udgaver var et forsøg på at løse nogle af de problemer der var knyttet til Allison-motorerne, specielt den ringe motoreffekt i større højder, der begrænsede brugen af P-40 som jagerfly. En P-40D blev udstyret med en Rolls-Royce Merlin 28 og gennemførte sin første flyvning som XP-40F i juni 1941. Installationen af Merlin-motoren var enkel at gennemføre, ingen af flytypens tidligere kvaliteter blev reduceret og motoreffekten blev betydeligt forbedret i højder over 4.500 m.
P-40F – Denne blev udstyret med en Packard V-1650-1, der var en licensproduceret udgave af Rolls-Royce Merlin 28, og havde en ydelse på 1.300 hk. Fra udgave P-40F-5 og fremover blev skroget forlænget. I alt 1.311 P-40F blev produceret, indbefattet 96 P-40F, 603 P-40F-1, 123 P-40F-5, 177 P-40F-10, 200 P-40F-15 og 112 P-40F-20. På grund af utilstrækkelige leverancer af Packard V-1650 blev nogle af de senere producerede P-40F udstyret med Allison V-1710 i stedet og brugt til træning under betegnelsen P40R-1. I britisk tjeneste fik P-40F betegnelsen Kittyhawk Mk IIA.
P-40L – Denne udgaven var et forsøg på at øge ydelserne i forhold til P-40F ved at reducere vægten. Skytset blev reduceret til fire 12,7 mm maskingeværer, brændstofkapaciteten blev også reduceret og en del af pansringen til beskyttelse af piloten blev fjernet. Som med P-40F blev et forlænget skrog introduceret fra P-40L-5. I alt blev 700 P-40L produceret, indbefattet 50 P-40L-1, 220 P-40L-5, 148 P-40L-10, 112 P-40L-15 og 170 P-40L-20. Af samme grund som for P-40F blev 53 P-40L udstyret med Allison V-1710 og blev brugt som træningsfly under betegnelsen P-40R-2.

## Specifikationer
| Dimensioner        | P-40C                                                                         | P-40E-1                                                 |
| ------------------ | ----------------------------------------------------------------------------- | ------------------------------------------------------- |
| Vingespænd         | 11,37 m                                                                       | 11,38 m                                                 |
| Vingeareal         | 21,92 m²                                                                      | 21,92 m²                                                |
| Længde             | 9,66 m                                                                        | 9,68 m                                                  |
| Højde              | 3,22 m                                                                        | 3,76 m                                                  |
| Vægt               |                                                                               |                                                         |
| Tomvægt            | 2 636 kg                                                                      | 2 880 kg                                                |
| Maksimal startvægt | 3 655 kg                                                                      | 4 131 kg                                                |
| Motor              |                                                                               |                                                         |
| Type               | 1× Allison V-1710-33 vandkølet V12                                            | 1× Allison V-1710-39 vandkølet V12                      |
| Motorydelse        | 1.090 hk ved 3.000 omdrejninger i minuttet ved take-off                       | 1.150 hk ved 3.000 omdrejninger i minuttet ved take-off |
| Præstationer       |                                                                               |                                                         |
| Tophastighed       | 555 km/t ved 4.575 m.o.h.                                                     | 582 km/t ved 4.575 m.o.h.                               |
| Stigeevne          | -                                                                             | 2,4 minutter til 1.525 m 7,6 minutter til 4.575 m       |
| Tophøjde           | 8.990 m                                                                       | -                                                       |
| Rækkevidde         | 1.287 km                                                                      | 845 km                                                  |
| Bevæbning          | 2× Colt-Browning 12,7 mm maskingeværer 4× Colt-Browning 7,62 mm maskingeværer | 6× Colt-Browning M2 12,7 mm maskingeværer               |